# Nick Jr. (bloc de programmes)
 (juin 2020).
Si vous disposez d'ouvrages ou d'articles de référence ou si vous connaissez des sites web de qualité traitant du thème abordé ici, merci de compléter l'article en donnant les références utiles à sa vérifiabilité et en les liant à la section « Notes et références ».
Nick Jr. est un bloc de programmes sur la chaîne de télévision Nickelodeon qui est visible les matins de la semaine, sur Nickelodeon. Il est adressé aux enfants de moins de 7 ans qui n'ont pas encore commencé l'école à temps plein. Il appartient à ViacomCBS Domestic Media Networks une division de ViacomCBS.

## Histoire

### 1988–1993
Tout au long des années 1980, Nickelodeon a diffusé des programmes pour les enfants d'âge préscolaire (principalement Pinwheel et Today's Special ) en semaine (de 8 h à 15 h) et les matins de fin de semaine. Après que le bloc préscolaire de Nickelodeon a créé une multitude de nouveaux spectacles en 1987, il a commencé à utiliser la marque Nick Junior le 4 janvier 1988  coïncidant avec la première de The World of David the Gnome . Un nouveau nom pour le bloc qui a abrégé son nom en Nick Jr. a été lentement déployé entre septembre 1988 et mi-1989. Le nouveau logo de Nick Jr. était orange pour 'Nick' et bleu pour 'Jr.', et il variait dans la forme ou l'espèce (par exemple: deux engrenages, trains, robots, planètes, insectes, comètes ou éléphants). Les identifiants initiaux du réseau de Nick Jr. ont été filmés en action réelle montrant deux enfants portant des chemises Nick Jr. marchant vers un réfrigérateur et l'ouvrant, révélant un personnage de dessin animé. De 1989 à 2000, d'autres sociétés et animateurs ont produit des identifiants pour Nick Jr.
Jusqu'en juillet 1990, Pinwheel a été présenté, initialement pendant trois heures (deux le matin et une à midi), puis pendant une heure à partir du printemps 1989. Lorsque la série originale Eureeka's Castle de Nick Jr. a été créée en septembre, Pinwheel a été divisée en deux demi-heures distinctes le matin et l'après-midi, où elle est restée jusqu'en juillet 1990. La plupart des autres programmes de Nick Jr. à l'époque étaient d'origine japonaise ou étrangère (y compris Sharon, Elephant Show de Lois &amp; Bram, Adventures of the Little Koala, David the Gnome, Noozles, Maya the Bee et The Littl 'Bits ) .

### Grandir, apprendre, et jouer(1993-1994)
Le 5 avril 1993, Nick Jr. a créé une nouvelle série Cappelli &amp; Company et a reçu une nouvelle image de marque qui mettait en évidence un nouveau logo Nick Jr. composé d'un parent orange et d'un enfant bleu, et du slogan Grow, Learn et Play . Plusieurs promos et pare-chocs de Nick Jr. présentaient des enfants jouant près du logo Nick Jr. et une chanson thème avec le slogan chanté sur la mélodie de London Bridge, et quelques-uns ont présenté Frank Cappelli, animateur de Cappelli & Company . Nick Jr. a également commencé à utiliser une annonceuse (qui a été remplacée par une autre en 1994, 1998 et 2003) dans ses promotions et pare-chocs. Nick Jr.a commencé à investir davantage dans la production de séries interstitielles originales (y compris Muppet Time de 1994, quarante-deux courts métrages de The Jim Henson Company ) afin de respecter une limite auto-imposée de cinq minutes de publicités par heure. 
En raison de la baisse des cotes d'écoute de Nick Jr. ainsi que de la concurrence de la programmation pour enfants de PBS et du bloc Ready Set Learn de TLC, Nickelodeon a décidé de dépenser 30 millions de dollars pour réorganiser son bloc Nick Jr. en 1994. Le 4 avril, le sous-bloc "Jim Henson's Muppet Hour" a été créé en associant les rediffusions Muppet Babies de Jim Henson avec la nouvelle acquisition The Muppet Show . 

### Jouer pour apprendre(1994-2003)
Le 5 septembre 1994, Nick Jr. a renommé et présenté Face, un animateur animé qui a présenté des spectacles et des interstitiels et a mené à des pauses commerciales. Dans le cadre de ses segments, Face était capable de matérialiser des objets tels qu'un astronaute, un robot, un clown, une fenêtre, un feu de circulation, des étoiles et même du bois. Il était également capable de créer un certain nombre d'effets sonores foley et de voix, y compris un bruit de trompette à trois notes, généralement sous le nom de "Nick Jr." et à la fin de presque tous les pare-chocs. De plus, il a changé les couleurs, les humeurs et les sentiments. Face a été exprimé par Chris Phillips, qui a également raconté plusieurs promotions de Nickelodeon et Nick Jr.. Plus de 400 promos Face ont été produites par Nick Digital (de 1994 à 1996 et 2000 à 2003) et DMA Animation (de 1996 à 1999). En octobre, Nick Jr.a présenté deux nouvelles séries originales, Gullah Gullah Island et Allegra's Window, entraînant une augmentation de 50% de la note pour le bloc. 
Le 8 septembre 1996, le premier épisode de Blue's Clues a été présenté en prime-time sur Nickelodeon, puis a fait ses débuts sur le bloc Nick Jr. le lendemain. Nick Jr. a également créé quatre nouvelles séries interstitielles et a reçu un nouveau nom produit par Pittard Sullivan. Blue's Clues a rapidement détrôné Gullah Gullah Island comme la série la plus populaire de Nick Jr. En 1998, Nick Jr. a de nouveau changé de nom et a présenté le slogan "Just for Me". 
En 1999 et 2000, Nick Jr. a remplacé la plupart de ses anciennes séries par des séries plus récentes telles que Franklin, Kipper, Maisy et Little Bill, ce qui a contribué à augmenter les cotes du bloc. Nick Jr. a brièvement diffusé des rediffusions de Shining Time Station à l'été 2000 pour promouvoir Thomas et le Magic Railroad avant de le remplacer par Dora l'exploratrice, qui est devenue l'une des séries les plus réussies de Nick Jr. Bob the Builder et Oswald ont été créés en 2001. Le 3 septembre 2001, Nick Jr. a reçu un nouveau rebrand produit par AdamsMorioka (qui avait précédemment rebaptisé Nickelodeon et Nick at Nite ) et Editional Effects. 

### Jeu d'accompagnement de Nick Jr.(2003-2004)
Le 1er septembre 2003, Nick Jr. a créé la nouvelle série Rubbadubbers et a reçu une nouvelle image de marque qui a introduit plus d'une douzaine de nouveaux logos. Une nouvelle série interstitielle appelée Nick Jr. Play Along a fait ses débuts, qui a été animée par deux hôtes amusants en direct: Robin (joué par l'actrice Hillary Hawkins  ) et Zack (joué par l'acteur Travis Guba  ). Aux côtés de Robin et Zack se trouvaient deux marionnettes à chaussettes appelées Feetbeats. 
De nouveaux interstitiels pour le visage ont été produits avec un visage redessiné, qui a ajouté des sourcils et un menton et a redressé les yeux en inversant leurs couleurs de points blancs sur les yeux noirs à de plus gros points noirs sur les yeux blancs, et a été exprimé par Nick sur Babi Floyd, annonceur de CBS . Les nouvelles promos Face ont été produites par Vee-Pee Cartoons. Nick Jr. a également supprimé la plupart de ses anciennes séries interstitielles, bien qu'elles soient brièvement revenues en 2004 en raison de réactions polarisantes à leur nouvelle série interstitielle. 

### J'adore Jouer!(2004-2007)
Le 13 septembre 2004, Nick Jr. a reçu une nouvelle image contenant des interstitiels coproduits avec Little Airplane Productions avec le nouvel hôte du bloc Piper O'Possum (exprimé par Ali Brustofski ) et le nouveau slogan "Love to Play". L'annonceuse de Nick Jr. a été remplacée par Kobie Powell et Chris Phillips. Nick Jr. a utilisé son nouveau bogue à l'écran pour promouvoir son site Web, mais il a été modifié le 6 mars 2006 après que la FCC l'a interdit et a utilisé à nouveau le bogue d'écran normal de 2003-2004 de Nick Jr. LazyTown, Sunny Patch Friends de Miss Spider et The Backyardigans ont fait leur première sur Nick Jr. en 2004; ils ont été brièvement montrés sur Noggin pendant la semaine de Thanksgiving avant de rejoindre le programme régulier de Noggin plus tard. 
Le 7 septembre 2007, les interstitiels Piper O'Possum ont mis fin à leur course de 3 ans. 

### Jouez avec nous(2007-2009)
Le 10 septembre 2007, Nick Jr. a reçu un autre changement de nom. Les pare-chocs du bloc (qui étaient souvent similaires aux interstitiels "Puzzle Time" de Noggin) ont encouragé les enfants d'âge préscolaire à "jouer avec nous" et arboraient le logo Nick Jr. sous la forme de deux animaux en peluche animés en stop-motion. C'est la première fois que le bloc Nick Jr. n'a pas d'hôte depuis 1994. Nick Jr. a également cessé de diffuser des séries interstitielles et augmenté le nombre de publicités diffusées. À partir du printemps 2008, le bloc a commencé à 8 h 30. 
Le 30 janvier 2009, le bloc d'origine a mis fin à sa course de 21 ans, avec Ni Hao, Kai-Lan étant le dernier spectacle à diffuser sur le bloc. 

### Marque Nickelodeon(2009-2014)
Le 2 février 2009, le bloc classique de Nick Jr. a été renommé Nick Play Date ; Olivia a fait sa première sur le bloc classique la semaine précédente. L'image de marque du bloc était basée sur l'image de marque de Noggin, et de nombreux pare-chocs comportaient des dessins, des marionnettes à doigt ou des cupcakes. La musique des bumpers était une chorale d'enfants chantant, et Nicolette Pierini était l'annonceur de chaque bumper. Le 28 septembre 2009, Nick Jr. a remplacé Noggin en tant que chaîne de télévision 24h / 24 et 7j / 7 dans le cadre de la nouvelle image de marque de Nickelodeon. En 2011, Play Date a reçu une nouvelle image de marque mettant en vedette des personnages des émissions du bloc. L'année suivante, la marque Play Date du bloc a été remplacée par une version modifiée de la nouvelle marque de Nick Jr. connue sous le nom de Nick: The Smart Place to Play . Bien que Nickelodeon ait affiché ses crédits d'émissions au cours des 30 dernières secondes qui l'ont précédé depuis 2012, la marque a conservé les crédits d'écran partagé pour les émissions de Nick Jr. diffusés sur le bloc jusqu'au 2 mai 2014. 

### Retour de la marque Nick Jr.(2014-présent)
Le 5 mai 2014, le bloc préscolaire de Nickelodeon s'est rebaptisé Nick Jr. tout en utilisant le nom Nickelodeon pour le bug d'écran (et les promotions à partir de 2015). Lorsqu'elles sont diffusées sur la chaîne Nick Jr., les publicités pour les programmes diffusés sur le bloc Nick Jr. de Nickelodeon se terminent généralement par "Over on Nickelodeon" pour différencier les titres. Le bloc Nick Jr. a également commencé à utiliser les crédits superposés de Nick pour diffuser plus de publicités. Le 10 juin 2015, le site Web de Nick Jr. a été entièrement repensé pour correspondre à l'application Nick Jr.
Le 21 mai 2018, le bloc Nick Jr. a changé son nom en "Nick Jr. on Nick", rafraîchissant son imagerie avec de nouveaux pare-chocs et planches de curriculum. Du 12 novembre 2018 à mars 2020, le bloc est revenu à l'utilisation du nom Nickelodeon pour le bogue d'écran et dans les publicités tout en conservant les pare-chocs et les planches pédagogiques Nick Jr. actualisés. 

## Slogans
- Juste pour toi de Nick Jr.! (4 septembre 1989 - été 1991)
- Nick Jr. est là juste pour vous! (Été 1991-2 avril 1993)
- Grandir, apprendre et jouer (5 avril 1993 - 2 septembre 1994)
- Télévision pour la prochaine génération (5 avril 1993 - 1995)
- Jouer pour apprendre (5 septembre 1994 - 31 août 2001)
- Télévision conçue uniquement pour les enfants d'âge préscolaire (9 septembre 1996 - 2 octobre 1998)
- Juste pour moi (5 octobre 1998 - 31 août 2001)
- Où je joue pour apprendre (3 septembre 2001 - 29 août 2003)
- Where I Play Along (1er septembre 2003 - 10 septembre 2004)
- Love to Play (13 septembre 2004 - 7 septembre 2007)
- Joue avec nous! (10 septembre 2007 - 30 janvier 2009)
- It's Like Preschool à la télévision (28 septembre 2009 - 1er mars 2012)
- The Smart Place to Play (1er mars 2012 - 21 mai 2018)
- Ready To Play (21 mai 2018 - présent)

## La programmation

### Programmation croisée avec d'autres réseaux
La programmation croisée est un terme utilisé dans la programmation de diffusion . 
De 2000 à 2002 et de 2004 à 2006, Nick Jr. a également dirigé un bloc pour enfants le samedi matin pour CBS intitulé Nick Jr. sur CBS, mettant en vedette des émissions et des interstitiels du bloc de programmation Nick Jr. De 2002 à 2004, il faisait partie du bloc général Nick on CBS, qui comprenait également la programmation de la chaîne principale Nickelodeon. Le bloc a été remplacé par le bloc KOL Secret Slumber Party le 16 septembre 2006. 
Le réseau américain hispanophone Telemundo a diffusé Blue's Clues (de 1998 à 2000, dans le cadre du bloc Nickelodeon en Telemundo ) et Dora l'exploratrice (de 2005 à 2006, dans le cadre du bloc Telemundo Kids ) en espagnol. À l'automne 2006, après la vente de Telemundo à NBC en 2001 et la scission de CBS / Viacom début 2006, le bloc Telemundo Kids a été remplacé par une version espagnole du bloc Qubo de NBC / Ion . 
Le 5 avril 2008, le réseau espagnol concurrent Univision a ajouté la version espagnole de Dora l'exploratrice et a également ajouté une version espagnole de Go, Diego, Go! à leur programmation Planeta U du samedi matin. Une version doublée en espagnol de The Backyardigans a ensuite été ajoutée à la programmation le 8 janvier 2011. 
Pendant une brève période à l'été 2010, Tr3s, une société sœur de Nickelodeon, a diffusé un bloc quotidien de programmes Nick Jr. espagnols sous le nom de Tr3s Jr. Shows comme Pistas de Blue (la version espagnole de Blue's Clues ) et Wonder Pets. ! ont été présentés dans le bloc.     